# 阿部正兴
阿部正兴（日语：／ Abe Masaoki，1733年—1764年4月11日）日本江戶時代中期大名、上总佐贯藩第二代藩主。备后福山藩阿部家分家三代。
享保18年（1733年）、作为备后福山藩主阿部正福的四男出生（也有说生年为享保19年（1734年）3月26日）。
延享3年（1746年）1月成为佐贯藩初代藩主阿部正镇的养子。宽延2年（1749年）12月任从五位下、山城守。宝历元年（1751年）正镇去世，继承家督成为第2代藩主。宝历7年（1757年）迁任因幡守。
宝历14年（1764年）3月11日去世。享年32岁。其后由养子阿部正贺继承。